# You (Benny Blanco, Marshmello & Vance Joy)
You is een nummer van de Amerikaanse dj's Benny Blanco & Marshmello en de Australische zanger Vance Joy uit 2021. Het is de vierde single van Friends Keep Secrets 2, het tweede studioalbum van Blanco.
"You" is een EDM-nummer dat gaat over de liefde. De bijbehorende videoclip maakt gebruik van een klei-animatie. Het nummer werd in een aantal landen een kleine hit. In Nederland bereikte de plaat de 22e positie in de Tipparade, en in Vlaanderen de 3e positie in de Tipparade.

## Tracklijst
- Muziekdownload

1. "You" - 2:49